# Кроче д’Оро (Тревизо)
Кроче д’Оро је насеље у Италији у округу Тревизо, региону Венето.
Према процени из 2011. у насељу је живело 34 становника. Насеље се налази на надморској висини од 82 м.